# Marie Belloc Lowndes
Marie Adelaide Julie Elizabeth Renée Belloc Lowndes, mais conhecida apenas como Marie Belloc Lowndes (Londres, 5 de agosto de 1868 – Hampshire, 14 de novembro de 1947), foi uma escritora inglesa que produziu, desde 1904 até sua morte, vários romances que combinavam fatores psicológicos e incidentais, utilizando fatos reais e ficção. Foi conhecida e publicou através de vários nomes, entre os quais Marie Adelaide Lowndes, Marie Belloc Lowndes, M. A. Belloc, Elizabeth Rayner. Sua obra mais famosa, The Lodger (1913), baseada nos crimes de Jack, o Estripador, foi adaptada para o cinema em várias épocas; a primeira versão foi o filme mudo de Alfred Hitchcock, The Lodger: A Story of the London Fog, em 1927.

## Biografia

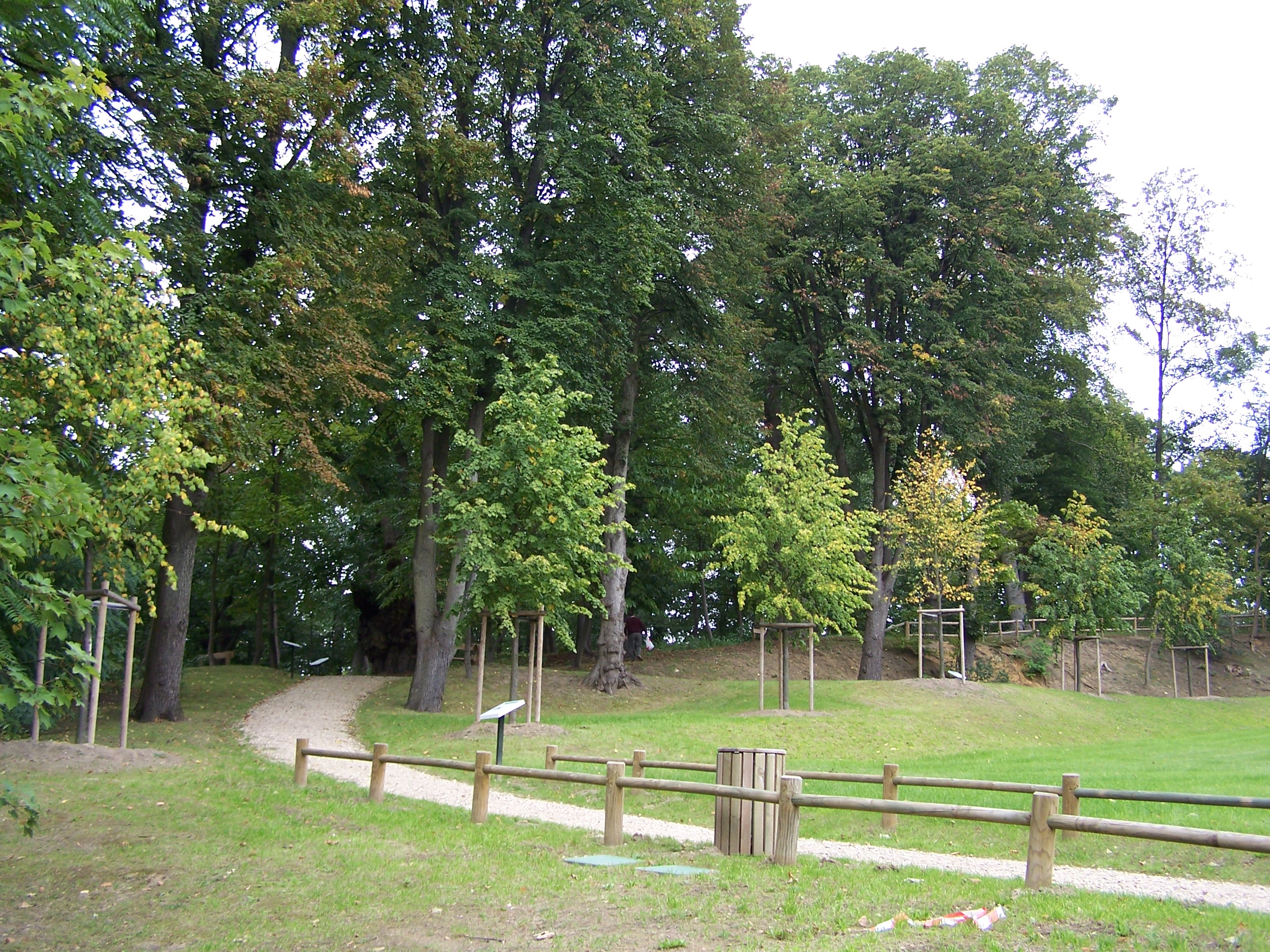
La Celle-Saint-Cloud, arredores da cidade onde Marie Adelaide Belloc Lowndes passou a juventude e foi sepultada

Nascida em Marylebone, Londres, mas radicada em La Celle-Saint-Cloud, na França, Mrs. Belloc Lowndes era filha do barrister francês Louis Belloc e a feminista inglesa Bessie Rayner Parkes. Era irmã de Hilaire Belloc, poeta e escritor; seu avô paterno foi o pintor francês Jean-Hilaire Belloc; seu bisavô paterno foi Joseph Priestley. Em 1896, casou com Frederic Sawrey Lowndes. O marido a encorajou a passar da escrita de biografia e de artigos para a ficção.
Marie foi educada em uma escola religiosa. Desde muito cedo revelou o desejo de ser escritora. Trabalhou como assistente editorial do Director da Pall Mall Gazette, William T. Stead. O seu primeiro livro foi publicado em 1889, uma biografia intitulada “The Life and Letters of Charlotte Elizabeth, Princess Paladine”. Nesta primeira fase da sua vida literária conheceu e correspondeu-se com Edmond de Goncourt, e ainda com Anatole France, Sarah Bernhardt, Júlio Verne, Pierre Loti, Guy de Maupassant, Émile Zola, Alphonse Daudet e até Verlaine. Seu primeiro romance, The Heart of Penelope, foi publicado em 1904, e desde então produziu romances, pensamentos e peças até meados de 1946.
No romance I, too, Have Lived in Arcadia, publicado em 1942, Mrs. Belloc Lowndes cont a história da vida de sua mãe, organizada através de velhas cartas de família e suas memórias da infância na França.
Seu mais famoso romance, The Lodger: A Tale of the London Fog, publicado em 1913, foi baseado no caso dos assassinatos de Jack, o Estripador, relatando a história de uma família londrina que suspeita que o inquilino do andar superior de sua casa é o misterioso assassino conhecido como "The Avenger". Tal romance serviu de base para vários filmes, entre eles The Lodger: A Story of the London Fog, dirigido por Alfred Hitchcock em 1927. Em seguida vieram os filmes de Maurice Elvey, em 1932, John Brahm, em 1944, Man in the Attic, em 1953, e o filme de David Ondaatje, em 2009. Outro de seus romances, Letty Lynton (1931), serviu de base para o filme homônimo de 1932, estrelado por Joan Crawford.
Quando morreu, aos 78 anos, tinha publicado mais de 50 livros, alguns dos quais traduzidos para alemão, holandês, francês, espanhol. Ela morreu em 1947, na casa de sua filha mais velha, Elizabeth Susan Angela Mary Lowndes, a Condessa Iddesleigh (esposa do Terceiro Conde de Iddesleigh), em Eversley Cross, Hampshire. Foi sepultada na França, em La Celle-Saint-Cloud, Versailles, onde viveu sua juventude.

### Romances
- “The Philosophy of the Marquise” (1899)
- The Heart of Penelope (1904)
- Barbara Rebell (1905)
- The Pulse of Life (1906)
- Studies in Wives (1907)
- The Uttermost Farthing (1908)
- “Love's Revenge” (1909) - romance
- “The Pulse of Life: A Story of a Passing World” (1909)
- According to Meredith (1909)
- “When No Man Pursueth: An Everyday Story” (1910)
- Jane Oglander (1911)
- Mary Pechell (1912)
- The Chink in the Armour (1912) – também conhecido como “The House of Peril”
- The End of Her Honeymoon (1913)
- The Lodger: A Tale of the London Fog” (br: O Hóspede) (1913) – serviu de base para os filmes sobre Jack, o Estripador
- Good old Anna (1915)
- The Red Cross Barge (1916)
- “Told in Gallant Deeds: A Child's History of the War” (1917)
- Lilla: a part of her life (1917)
- ”The Love and Hatred” (1917)
- Out of the War (1918) – também conhecido como “The Gentleman Anonymous”
- The Lonely House (1919)
- From Out of the Vast Deep (1920)
- What Timmy Did (1921)
- The Philanderer (1923)
- The Terriford Mystery (1924)
- ”The Chianti Flask” (1925)
- Bread of Deceit (1925) – também conhecido como “Afterwards”
- What Really Happened (1926)
- Thou Shalt Not Kill (1927)
- The Story of Ivy (1927)
- Cressida: no mystery (1928)
- One of Those Ways (1929)
- Love's Revenge (1929)
- ”Duchess Laura: Certain days of her life” (1929) – também conhecido como “The Duchess Intervenes”
- Letty Lynton (1931) – transformado em filme pela MGM, com Joan Crawford, em 1932. Também conhecido como “Dishonoured Lady”
- Vanderlyn's Adventure (1931) – também conhecido como “The House by the Sea”
- Love is a Flame (1932)
- Jenny Newstead (1932)
- The Reason Why (1932)
- ”The Net Is Cast” (1933) (creditada como Elizabeth Rayner)
- Another Man's Wife (1934)
- Who Rides on a Tiger (1935)
- And Call it Accident (1936)
- The House by the Sea (1937)
- The Marriage Broker (1937) –também conhecido como The Fortune of Bridget Malone
- Motive (1938) – também conhecido como “Why it Happened”
- The Injured Lover (1939) – também conhecido como The Second Key
- Reckless Angel (1939)
- Lizzie Borden: A Study in Conjecture (1939)
- The Christine Diamond (1940)
- Before the Storm (1941)
- What of the Night? (1942)
- Where Love and Friendship Dwelt (1943)
- The Labours of Hercules (1943)
- The Merry Wives of Westminster (1946)

### Peças
- The Key: A love drama in three acts (1930)
- With All John's Love (1930)
- Why Be Lonely? (1931)
- The Empress Eugenie: A three-act play (1938)

### Antologia
- Novels of Mystery (1933)

### Coleções
- Studies in Wives. Short Stories (1909)
- ”Studies in Love and Terror” (1913)
- ”The Price of Admiralty” (1915)
- Why They Married (1922)
- Some Men and Women (1925)

### Não-ficção
- The Art of Photography: Interview with Mr. H. Hay Herschel Cameron (1897)
- H.R.H., the Prince of Wales: An Account of His Career, Including His Birth, Education, Travels, Marriage And Home Life (1898)
- His Most Gracious Majesty, King Edward VII (1901)
- Edmond and Jules De Goncourt: With Letters, And Leaves from Their Journals (1925)
- I, Too, Have Lived in Arcadia (1941)
- The young Hilaire Belloc (1956) (see Hilaire Belloc)
- Diaries and Letters, 1911-47 (1971)

### Antologias com história de Mrs. Belloc Lowndes
- The Ghost Book (1926)
- The Black Cap (1927)
- Great Short Stories of Detection, Mystery and Horror 1st Series (1928)
- Shudders (1929)
- Great Short Stories of Detection, Mystery and Horror 2nd Series (1931)
- When Churchyards Yawn (1931)
- A Century of Creepy Stories (1934)
- The Penguin Book of Classic Fantasy by Women (1977)
- Fifty Famous Detectives of Fiction (1983)

### Contos
- Her Last Adventure (1924)
- An Unrecorded Instance (1924)
- The Unbolted Door (1929)
- The Duenna
- Her Judgement Day
- A Labour of Hercules
- Popeau Intervenes

### Póstumos
- ”A Passing World” (1948)
- "She Dwelt with Beauty", publicado postumamente (1949)

## Cinema
- The Lodger: A Story of the London Fog, filme inglês dirigido por Alfred Hitchcock em 1927.[5] Recebeu em português o título “O Hóspede”.
- The Lodger, filme inglês de 1932, que nos Estados Unidos recebeu o título “The Phantom Fiend”,[6] dirigido por Maurice Elvey.
- The Lodger,[7] filme estadunidense de 1944, dirigido por John Braham, estrelado por Merle Oberon e George Sanders. Em português, ficou conhecido como “Jack, o Estripador”.
- Man in the Attic,[8] filme estadunidense de 1953, dirigido por Hugo Fregonese e estrelado por Jack Palance, que ficou conhecido como “Jack, o Estripador”.
- The Lodger,[9] filme estadunidense de David Ondaatje, em 2009, estrelado por Alfred Molina e Hope Davis. Em Portugal, ficou conhecido como “O Hóspede Suspeito”.
- Letty Lynton (1931), serviu de base para o filme estadunidense homônimo de 1932, estrelado por Joan Crawford e Robert Montgomery, sob direção de Clarence Brown.[10][11] O romance, que se chamara Redimida, foi traduzido, para o cinema, como “Enfeitiçados”.

## Marie Adelaide Lowndes em língua portuguesa
- Paixão e Sangue, volume 14 da Coleção Biblioteca das Moças, da Companhia Editora Nacional, tradução de Azevedo Amaral. A 1ª edição é de 1936, a última de 1955, no total 3 edições[12]
- Redimida (Letty Lyton), volume 25 da Coleção Biblioteca das Moças, da Companhia Editora Nacional. A 1ª edição é de 1936, a última de 1948, num total de 3 edições.[13]
- O Hóspede (The Lodger) - Matosinhos: Editora Quidnovi, 2008, tradução de Mário Dias Correia,[14] ISBN 9789896280796